# Annals d'Ulster
Els Annals d'Ulster (en gaèlic: Annála Uladh) són uns annals medievals d'Irlanda, en dos manuscrits, que es troben l'un al Trinity College de Dublin i l'altre a la Bodleian library a Oxford.
Les entrades abasten els anys entre el 431 al 1540 dC. Les entrades fins a l'any 1489 van ser compilades al segle XV per l'escriba Ruaidhrí Ó Luinín, per al seu patró Cathal Óg Mac Maghnusa a l'illa de Belle Isle, al Lough Erne, en la província d'Ulster, i les entrades fins al 1507 per Ruaidhrí Ó Luinín, a partir de la qual s'alternen dos escribes desconeguts, i les darreres entrades ho són per diverses mans.
Annals anteriors que daten des del segle sisè es van utilitzar com a font per a les entrades més anteriors, i les entrades posteriors es basen en el record i la història oral. T. M. Charles-Edwards ha afirmat que la principal font dels seus registres del primer mil·lenni és l'ara perduda continuació Armagh de la Crònica d'Irlanda.
Els annals empren la llengua irlandesa, amb algunes entrades en llatí. Ja que els Annals van copiar les seves fonts de manera textual, els annals no són només útils per als historiadors, sinó també per als lingüistes que estudien l'evolució de la llengua irlandesa.
Un segle més tard, els Annals d'Ulster es convertirien en una font important per als autors dels Annals dels quatre mestres.
La Llibreria del Trinity College, Dublin en té el manuscrit original; la Bodleian Library a Oxford té una còpia contemporània que omple algunes llacunes en l'original. Hi ha dues principals traduccions a l'anglès modernes dels annals —Mac Airt and Mac Niocaill (1983) i MacCarthy (1893).

## Contingut
Les entrades de les cròniques Ulster segueixen tres temes principals: els regnes, reis, i els llocs.

Regnes

Els dos principals regnes d'Ulster són el clan Ui Neill del nord i el clan Ui Neill del sud. El Regne de Brega també s'esmenta als Annals i és un dels regnes on es va mantenir alternativament el tron a Tara. Laigin està més al sud, i és sovint esmentat als Annals per haver estat envaït.

Reis

Diversos reis s'esmenten al llarg de les cròniques d'Ulster. Els Annals tendeixen a seguir les vides dels reis, incloent batalles importants, incursions, i la seva final mort. Entre els anys 847 i 879, tres reis diferents es posen en relleu. Per exemple:
Mael Sechnaill mac Maele Ruanaid, el rei del clan Ui Neill del sud entre el 846-862:
- 839.6 – Esmentat per primera vegada als Annals d'Ulster havent mort el fill Crunnmael de Fiannamail.
- 841.2 – Mata Diarmait
- 843.1 – El pare de Mael Sechnaill, Mael Ruanaid, mor
- 845.7 – Mata el seu germà Flann
- 845.8 – Pren com a presoner Tuirgéis
- 846.7 – Pateix importants baixes en mans del Tigernach
- 847.2 – Comença el seu regnat
- 847.3 – Destrueix l'Illa de Loch Muinremor
- 848.4 – Derrota els vikings a Forach
- 849.12 – Dirigeix el setge a Crupat
- 850.3 – Cinaed, el rei de Cianacht, amb l'ajuda de forces estrangeres, es rebel·la contra Mael Sechnaill
- 851.2 – Mata Cinaed, rei de Cianacht
- 851.5 – Assisteix a la conferència a Ard Macha
- 854.2 – Pren ostatges de Mumu a Inneóin na nDéise
- 856.2 – Pren ostatges de Mumu a Caisel
- 856.3 – Batalla contra els vikings
- 858.4 – Marxa contra els Mumu, en pren ostatges i viatja amb ells “de Belat Gabráin fins a Inis Tarbnai enfront de les costes d'Irlanda, i de Dún Cermna fins a Ára Airthir”
- 859.3 – Assisteix a la conferència a Ráith Aeda Meic Bric “per fer la pau i avenir-se entre les persones d'Irlanda”
- 860.1 – Dirigeix un exèrcit al nord, ataca, però manté la posició
- 862.5 – Mor i és descrit com el “rei de tota Irlanda”